# Seio sagital superior
O seio sagital superior é um seio da cabeça. É mediano e percorre o sulco sagital superior, desde a crista galli até a protuberância occipital interna, terminando na confluência dos seios.